# バージニア・オルソン
バージニア・M・オルソン（Virginia M. Ohlson、1914年10月31日 - 2010年4月10日）は、アメリカ合衆国の看護師、看護学者である。

## 経歴・人物
イリノイ州の生まれ。シカゴ大学卒業後、1947年（昭和22年）に日本政府の招聘により来日した。GHQ（連合国軍最高司令官総司令部）に勤務し 、同部内の公衆衛生福祉局の看護課となる。1949年（昭和24年）にはグレース・E・オルトの後継として第2代看護課長となった。
課長就任後は、看護師の地位の立場で、戦後の日本における患者の回復のための医療の指導に携わり、看護学の発展に貢献した。1951年（昭和27年）に一時帰国後は日本の看護改革に貢献したとして、同年に再来日し広島で原爆傷害調査委員会の看護部長やロックフェラー財団の駐日代表に抜擢された。1954年（昭和29年）に再帰国後はイリノイ大学で教鞭を執り、1982年（昭和57年）に開催された日本看護協会35周年式典において出席し、名誉会員となる等晩年も看護学に専念した。

## 関連書籍
- 大石彩乃『バージニア・オルソン物語ー日本のために生きたアメリカ人女性』- 原書房、2004年